# Marauder (jeu vidéo)
Pour les articles homonymes, voir Marauder.
Marauder est un jeu vidéo de  labyrinthe développé par Rorke Weingandt et Eric Hammond et publié par Sierra On-Line en 1982 sur Apple II puis porté sur Atari 8-bit et sur Atari VCS. Le joueur incarne le pilote d’un vaisseau spatial et est chargé de détruire le système d’attaque d’une planète d’extraterrestres hostiles. Le jeu se décompose en deux parties indépendantes. Dans la première, le joueur est aux commandes de son vaisseau et doit détruire les systèmes défensifs de la planète afin d’ouvrir un passage vers les installations ennemies où se trouve son objectif. Pour cela, il peut larguer des bombes pour détruire les installations défensives ennemies et les boucliers qui les protègent. La seconde partie du jeu se déroule dans un labyrinthe dans lequel le joueur doit retrouver et détruire un générateur d’énergie tout en échappant aux robots qui le défendent. Après l’avoir détruit, il doit encore réussir à s’enfuir avant que toute l’installation n’explose,.